# Budavári labirintus
A budavári labirintus, budai Várbarlang, török pincék, várhegyi mésztufabarlang, várhegyi barlang, budavári pincebarlangok, budavári barlangpincék  a budapesti Várhegyben található. Eredetileg természetes képződmény, a Várhegyet borító mészkő-mésztufa és az alatta lévő márga között a hőforrások mosták ki a természetes üregeket, amikhez később házak pincéit és kútjait is hozzácsatolták, majd egyéb kiterjedt bővítéseket is végeztek. A barlangrendszer és a pincerendszer nagyjából 12 méter mélyen helyezkedik el és a mesterséges részeivel együtt 3300 méter hosszú.
A barlangrendszerben jelenleg tematikus kiállítások tekinthetők meg.

## Leírás
Kiépített (nem feltétlenül üzemelő) bejáratai:
- Úri utca 9.
- Úri utca 51. kapubejárója
- Lovas út 4/A.
- Lovas út 4/B.
- Lovas út 4/C  Sziklakórház Atombunker Múzeum
- Lovas úti felszíni parkolónál - I. ker. Önkormányzat alatti óvóhely vészkijárata
- Dísz tér 1-2.
- Mátyás-templom előtti üvegkalitka,
- Szentháromság utca 2. Régi városháza  épületében.
- Szentháromság utca 13. alatt a trafik helyén, Sziklakórház hivatalos vészkijáratát ki-, és bejárat
- Dárda utca 2. pince, Országház utca 16. (sétálóutcáról) – a Budai Vár-barlang hivatalos, természetvédelmi bejárata
- Szentháromság tér (parkból, mellé üveglift építésével),
- Déli futárfolyosó a Hunyadi út alatti támfalban,
- Halászbástya északi futárfolyosó.

## Történet

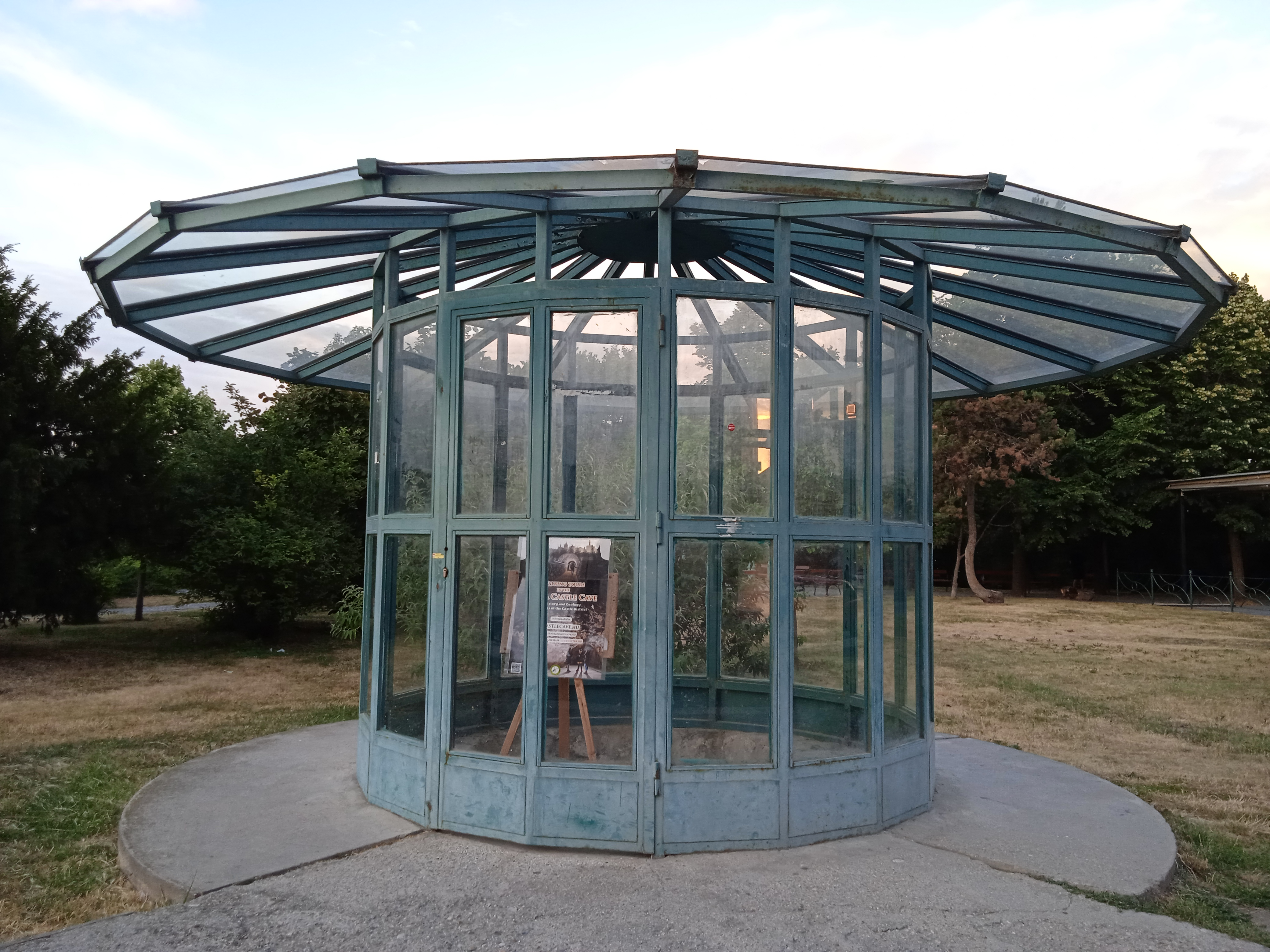
A Budai Vár-barlang egyik bejárata (Mátyás-templom előtti üvegkalitka)

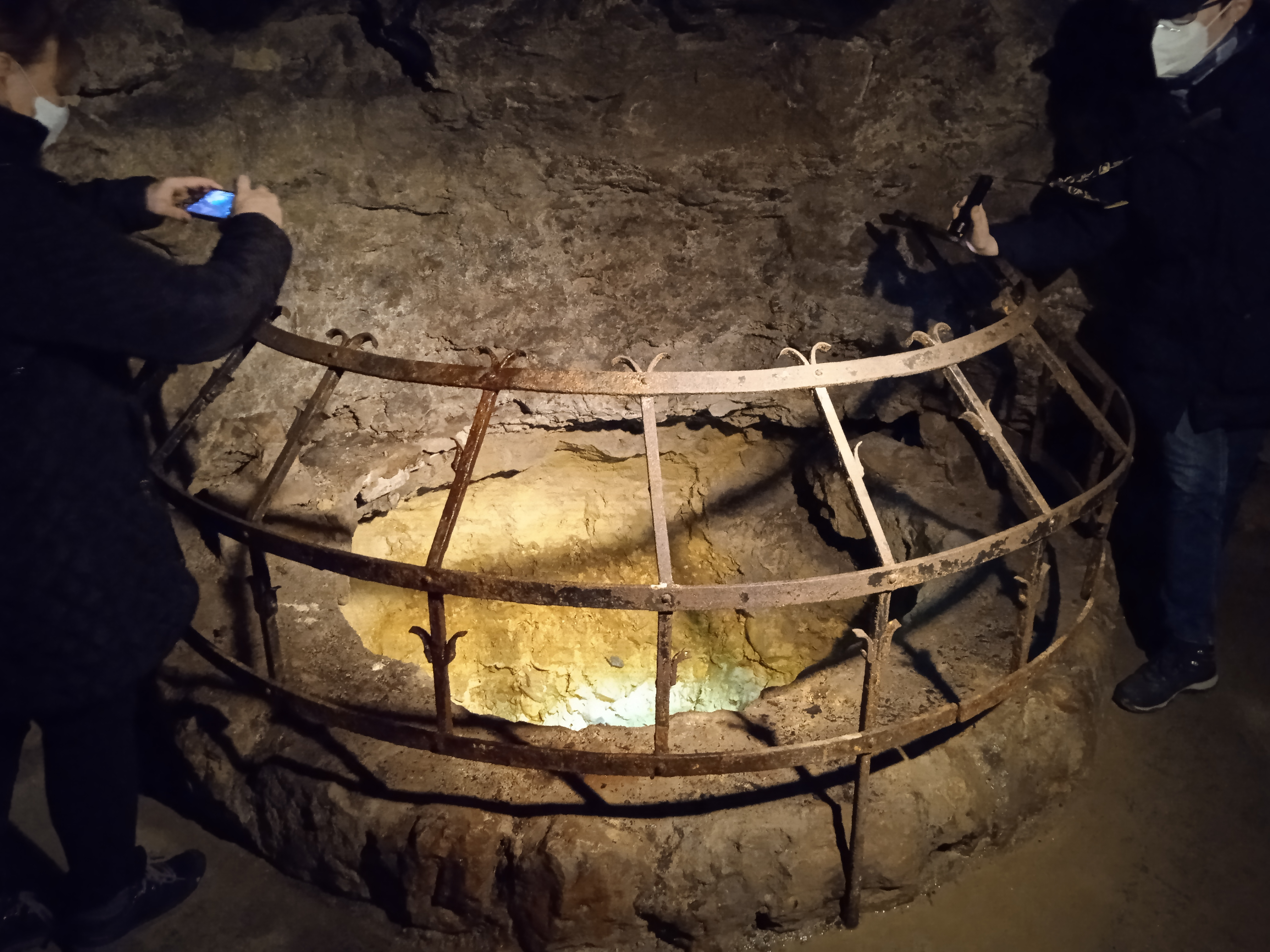
A Budai Vár-barlangban lévő egyik kút

### Őskor és középkor
A várhegyi mésztufabarlang a földtörténet hajnalán hévizes feltörések, kimosódások révén jött létre. A barlangfülkéket a tárgyi leletek alapján már az itt élő ősemberek is használták 350 000 évvel ezelőtt.
A 13. században víz tárolására és pincének használták az üregeket. Később hadi és gazdasági megfontolásokból összekötötték egymással és a Vár házainak pincéivel, így a Várhegy gyomrában valóságos labirintus jött létre.

### Barlangkutatás
A Budai Váralagút 1856-os munkálatai során már észleltek vízbetöréseket, ami arra késztette az építtetőket, hogy a Várhegy hidrológiai és morfológiai tulajdonságait vizsgáltassák. 1874–1896 között a Mátyás-templom nagyarányú újjáépítése kapcsán több beszakadás és berogyás keletkezett, melynek felderítése nem tűrt halasztást. Schubert Ignác budapesti mérnök e megbízás alapján az 1880-as években a várhegyi pince és üregrendszerét részletesen felmérte, több mint 10 kilométer hosszban az akkor még nem átjárható üregeket. 1897-ben és 1899-ben a Szentháromság téren útbeszakadás történt, melyekről pontos geodéziai felmérés is készült. Szontágh Tamás Schubert 1885-ben elkészült térképei felhasználásával  készítette el 1908-ban az Váralagút víztelenítési munkáira vonatkozó tanulmányt.
A barlangrendszer módszeres feltárására 1930-as években került sor Kadić Ottokár barlangkutató irányítása alatt, miután felvetődött, hogy nem csupán mesterséges üregek, hanem természetes barlangrendszer van a hegyben.

### A barlang- és pincerendszer modern kori hasznosítása

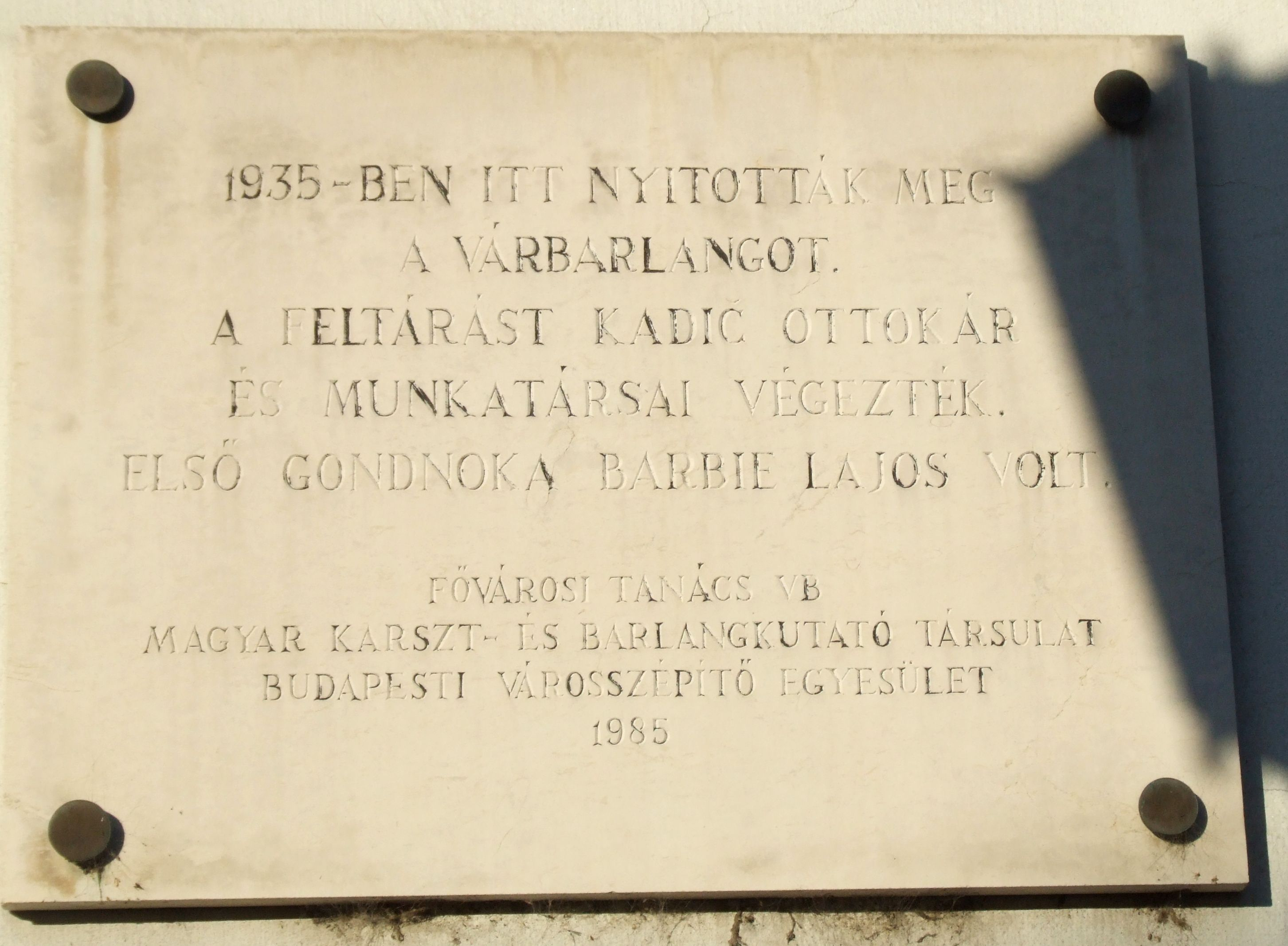
A Budai Vár-barlang emléktáblája

1935-ben látogathatóvá tették az üregek egy részét, és ezek az ezt követő években a bennük talált csontokat bemutató kiállításoknak adtak helyet.
1939-től megfeszített munkával építették, majd 1944 februárjában megnyílt a Székesfőváros Sebészeti Szükségkórháza.  A létesítményt 300 ember befogadására tervezték. Budapest ostroma alatt azonban teljesen megtelt sebesültekkel, szemtanúk beszámolói szerint 650–700 embert is bezsúfoltak. Továbbá, aki nem fért be a kórházba, az 1942-ben óvóhelynek átépített rendszerbe nyíló több átjárón keresztül barlangtermekben, hordágyakra és szalmazsákokra fektetve helyezték el. Német katonákat is elláttak itt, de ők zömében a saját barlangrészükbe mentek.
1949-ig tífusz elleni védőoltást készítettek itt jugoszláv exportra. Az 1950-es évek elején a létesítményt titkosították, a LOSK 0101/1-es rejtjelszámot kapta a szigorúan titkos minősítés mellé (a titkosítást csak 2002-ben oldották fel). A hidegháborús feszültség hatására döntöttek a kórház bővítéséről, így 1952-ben új kórtermet alakítottak ki és megkezdték a létesítmény felszerelését, vasbeton szerkezetekkel való megerősítését.
1956. október 25-én megnyílt a még nem teljesen kész kórház és ellátta a sebesült civileket, katonákat. A forradalom leverése után rövid ideig börtönkórházként működött.
1958-1962 között átépítették és kibővítették, hogy vegyi vagy atomtámadás esetén is használható legyen. Ekkor épült az egészségügyi áteresztő, lég- és vízkezelő rendszer. Kiépült a Dunához egy közvetlen vízvezeték és szivattyúrendszer, harcigáz-szűrő rendszer és energiaellátó rendszer. A kórház színvonalára jellemző, hogy légkondicionáló berendezéssel is ellátták. A haditechnikai fejlődés miatt azonban már az 1960-as évek végére elavult lett a létesítmény.
1961-ben ismét látogathatóvá lett barlangmúzeumként, majd 1965-ben megnyitották az Úri utcai bejáratot is. A  múzeum ebben az időszakban a középkori királyok várromjainál talált tárgyakat mutatta be.

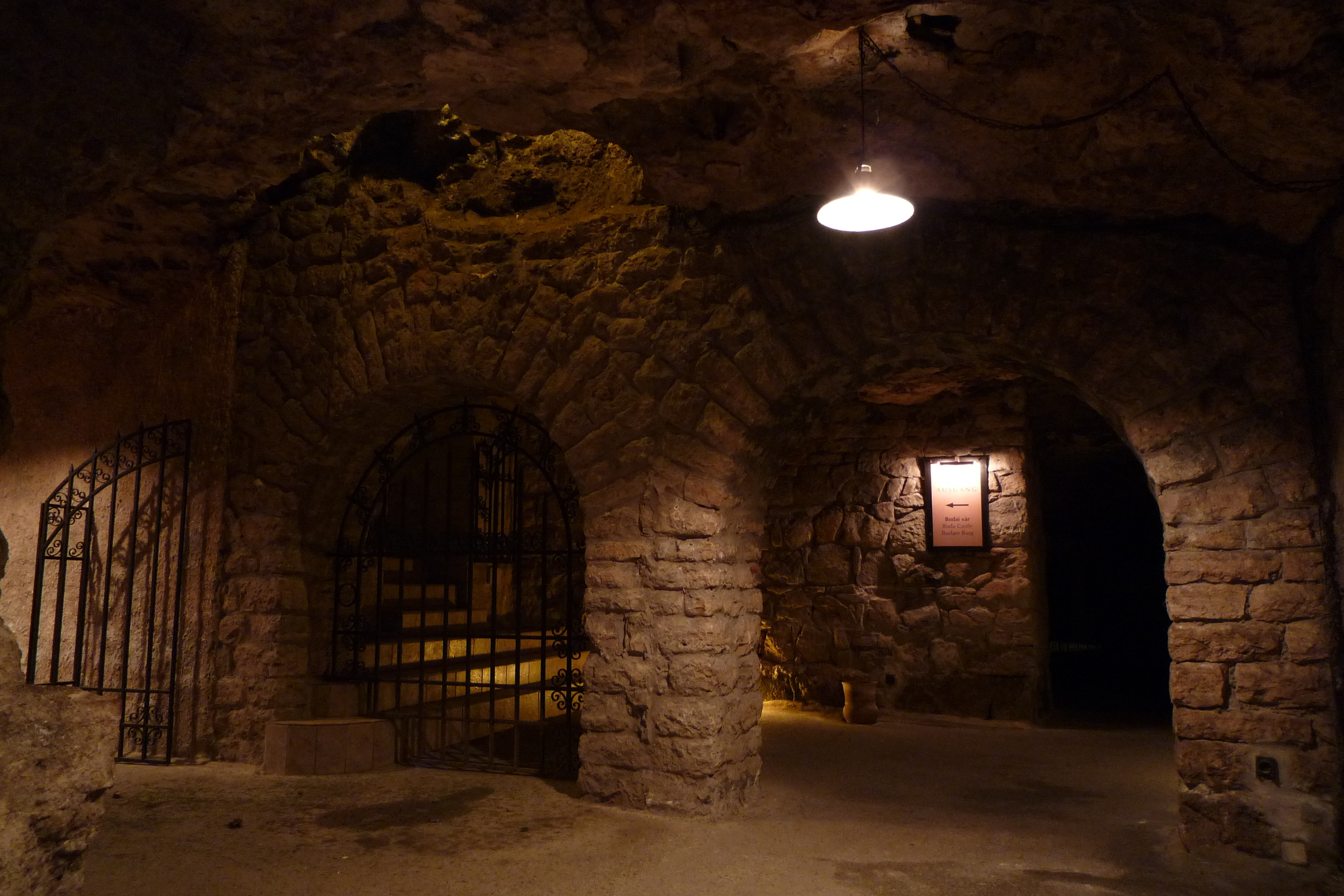
Budai Vár-barlang

### Az 1980-as évektől napjainkig
1984-ben panoptikum nyílt,  1997-től pedig a várbarlang négyezer négyzetméteren kiállításoknak és szellemi műhelyeknek is otthont adott. Az irodalmi, bölcseleti, képzőművészeti, filmes és zenei programokban meghatározó szerepet kapott a labirintustematika.
1986-ban itt forgatták a Linda televíziós sorozat Panoptikum című epizódját.
1989. március 1-jén több helyen is megsüllyedtek és beomlottak a járatok. Emiatt a barlang feletti utcákban addig közlekedő 16-os és a 116-os buszok útvonalát lerövidítették, továbbá az Ikarus 260-asok helyett 1994-ig a Ikarus 521-es típus kisebb tengelyterhelésű kocsijait osztották be a Moszkva tér és a Budavári sikló között megindult Várbusz vonalára.
A kiállítást 1984 óta engedély nélkül működtető vállalkozás tevékenységének folytatását 2011 júliusában megszüntette a hatóság, és a barlangrendszert lezárta a nagyközönség elől. Négy hónappal később, 2011. november 21-én a Duna-Ipoly Nemzeti Park Igazgatóság üzemeltetésében újra megnyitott a barlangrendszer a látogatók számára. Az eset jelentős médiavisszhangot kapott, és a korábbi üzemeltető által a hatóság ellen indított, több évre elhúzódó bírósági eljárást csak a Kúria 2013. júniusi ítélete zárta le. A bírósági ítélet értelmében a barlangnál mint fokozottan védett természeti értéknél az engedély nélküli használat önmagában veszélyeztető állapotot, magatartást jelent, a Budavári Labirintus Kft. a barlang területét mindvégig úgy tartotta birtokában, hogy ehhez semmilyen jogcíme nem volt, és megfelelő engedélyekkel sem rendelkezett.
2005. szeptember 1-től a környezetvédelmi és vízügyi miniszter 22/2005. (VIII. 31.) KvVM rendelete szerint a Duna–Ipoly Nemzeti Park Igazgatóság működési területén, a Budai-hegységben található Budai Vár-barlang látogatók számára nem megnyitott szakaszai a felügyelőség engedélyével látogathatók. 2005. szeptember 1-től a környezetvédelmi és vízügyi miniszter 23/2005. (VIII. 31.) KvVM rendelete szerint a Budai-hegységben lévő Budai Vár-barlang fokozottan védett barlang. 2013. július 19-től a vidékfejlesztési miniszter 58/2013. (VII. 11.) VM rendelete szerint a Budai Vár-barlang (Budai-hegység, Duna–Ipoly Nemzeti Park Igazgatóság működési területe) idegenforgalom számára nem megnyitott szakaszai az igazgatóság hozzájárulásával látogathatók. 2013. augusztus 12-től a belügyminiszter 43/2013. (VIII. 9.) BM rendelete szerint a Budapest I. kerületében lévő, 4762-1 barlangkataszteri számú és 23886 lelőhely-azonosítójú Budai Vár-barlang régészeti szempontból jelentős barlangnak minősül. A barlangrendszer jelenleg részben újra panoptikumként funkcionál, részben pedig kőtárból származó tárgyakat mutatnak be. A nagyközönség számára megnyitott járatok előzetes jegyvásárlást követően, csoportosan járhatóak be túravezető segítségével.